# 스크루지: 크리스마스 캐럴
스크루지: 크리스마스 캐럴(Scrooge: A Christmas Carol)은 미국에서 제작된 스티븐 도널리 감독의 2022년 애니메이션, 모험, 코미디 영화이다. 루크 에반스 등이 주연으로 출연하였다.

## 출연

### 주연
- 루크 에반스 : 에버니저 스크루지 역
- 올리비아 콜맨 : 과거 크리스마스 유령 역
- 제시 버클리 : 이자벨 페지윅 역
- 조나단 프라이스 : 제이콥 말리 역
- 자니 플린 : 밥 크랫칫 역

### 조연
- 프라 피 : 해리 허프먼 역
- 제임스 코스모 : 미스터 페지윅 역
- 자일스 테레라 : 톰 젠킨스 역
- 트레버 디온 니콜라스 : 현재 크리스마스 유령 역
- 호머 토디왈라 : 타말 역

## 같이 보기
- 크리스마스 영화 목록